# Kolenča vas
Kolenča vas je naselje v Občini Dobrepolje.